# 31er
31er (Einunddreißiger) bezeichnet in der allgemeinen Jugendsprache eine Person, die sich durch verräterisches oder untreues Verhalten hervorhebt (im Englischen auch Snitch genannt).

## Herkunft
Das Wort ist eine Anspielung auf § 31 des deutschen Betäubungsmittelgesetzes. Die Regelung des § 31 BtMG ermöglicht es Gerichten, im Rahmen des § 49 Abs. 1 StGB die Strafe zu mildern oder in Fällen des § 29 Abs. 1, 2, 4 oder 6 BtMG komplett fallen zu lassen, wenn ein Täter durch seine Aussagen zur weiteren Aufklärung der Tat oder zur Verhinderung weiterer Betäubungsmitteldelikte beiträgt. Demzufolge ist das ursprüngliche Auftreten dieser Synonymisierung in von Drogenkriminalität bestimmten Gruppen zu verorten. Über den Hip-Hop-Jargon hat diese dann Einzug in die Jugendsprache gefunden. Der Begriff wurde das erste Mal in den 2000ern verwendet. Die Millennials und noch mehr die Generation Z nutzen diesen Begriff, um zu verdeutlichen, wie verräterisch eine Person sein kann.

## Bedeutung
Der Begriff ist synonym zu „Verräter“ und „Nestbeschmutzer“ sowie der umgangssprachlichen Bezeichnung „Snitch“. Die Nutzung des Wortes kann im Rahmen des Ideolekts von einer gewohnheitlich genutzten Interjektion bis hin zur stark vulgären und pejorativen Beleidigung reichen.

## Rezeption
Diverse Lieder aus dem deutschsprachigen Hip-Hop-Bereich verhalfen dem Begriff 31er zu großer Bekanntheit unter Jugendlichen. Nachfolgend einige der bekanntesten Beispiele:
- 31'er von Feinkost Paranoia (2003)
- Es klickt von Bushido (2008)
- Paragraph 31 von Yassir (2008)
- Paragraph 31 von Xatar (2008)
- Leben und Tod des Kenneth Glöckler  von Bushido (2013)
- Asozialer Marokkaner von Farid Bang (2015)
- Vor Gericht von Alligatoah (2015)
- Das Kannibalenlied von K.I.Z (2016)
- 31er von Frauenarzt & Taktlo$$ feat. Nura von SXTN (2017)
- 31er von Massoud feat. Gillette Abdi (2018)
- Fick 31er von Joker Bra (aka. Capital Bra) & Samra (2019)
- 31er von Massig Jiggs (2020)
- Schneeweiß von Jano (2022)